# Marché couvert d'Athènes
 (septembre 2021).
Si vous disposez d'ouvrages ou d'articles de référence ou si vous connaissez des sites web de qualité traitant du thème abordé ici, merci de compléter l'article en donnant les références utiles à sa vérifiabilité et en les liant à la section « Notes et références ».

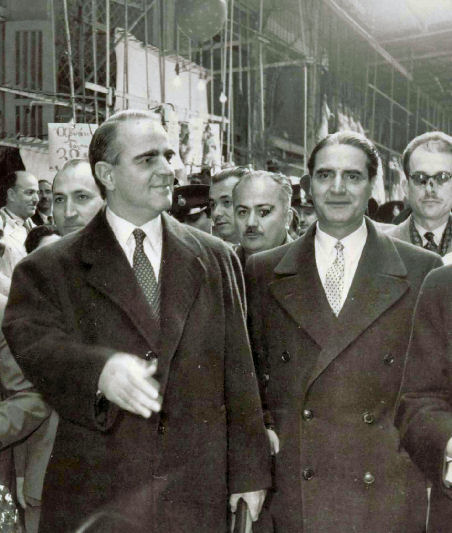
Le futur président Konstantinos Karamanlis visite la halle du marché dans les années 1960

Le marché couvert d'Athènes (en grec moderne : Δημοτική Αγορά Αθηνών est le marché couvert du centre-ville d'Athènes. Il abrite aussi des cafés et des snack-bars, ainsi que plusieurs tavernes à l'entrée de la rue Sofokleous. Analogue aux Halles parisiennes antérieures, la halle du marché est également appelée le ventre d'Athènes ("το στομάχι της Αθήνας").

## Histoire
Les travaux de construction de la halle, qui devait remplacer l'ancien bazar de l'époque turque sur le site de la bibliothèque d'Hadrien près de la gare de Monastiraki, ont commencé en 1878 selon les plans de l'architecte Ioannis Koumelis. Après un incendie majeur qui a détruit l'ancien marché en 1884, le bâtiment a été inauguré en 1886. Une tour de l'horloge ajoutée en 1906 et située au centre de la façade du bâtiment n'est plus conservée. En face, sur le site du marché aux légumes d'aujourd'hui, se trouvait la construction de la célèbre école du Varvákeion, une fondation du russo-grec Ioánnis Varvákis (Ivan Varvakis), qui a également donné son nom au marché (Varvákios Agorá). L'école a brûlé pendant la bataille d'Athènes en décembre 1944 au début de la guerre civile grecque et a ensuite été démolie.
Jusque dans les années 1970, la halle était un important centre commercial pour le commerce de gros et de détail de produits alimentaires. Dans le commerce de gros, cette importance a été transférée aux marchés de gros spécialisés (marché de la viande, marché des fruits et légumes, etc.) à la périphérie du centre-ville, et dans le commerce de détail aux supermarchés ; néanmoins le marché est toujours bien fréquenté et l'offre ou les prix moyens sont donnés comme indicateur dans la presse. C'est notamment le cas à l'approche des affaires de Pâques et de Noël (prix de l'agneau, de la dinde, etc.). La visite "traditionnelle" de la halle du marché est toujours considérée comme un rituel dans la politique locale d'Athènes. Pendant la dictature militaire grecque (1967-1974), il était prévu de remplacer le Marché par un immeuble de grande hauteur.

L'importance de la halle aujourd'hui se limite à l'approvisionnement de la ville centrale d'Athènes, de sa gastronomie et de son commerce de détail. Les tentatives répétées de transformer la halle en un espace épicerie fine chic ou d'externaliser le commerce traditionnel ont échoué en raison de la résistance des commerçants.

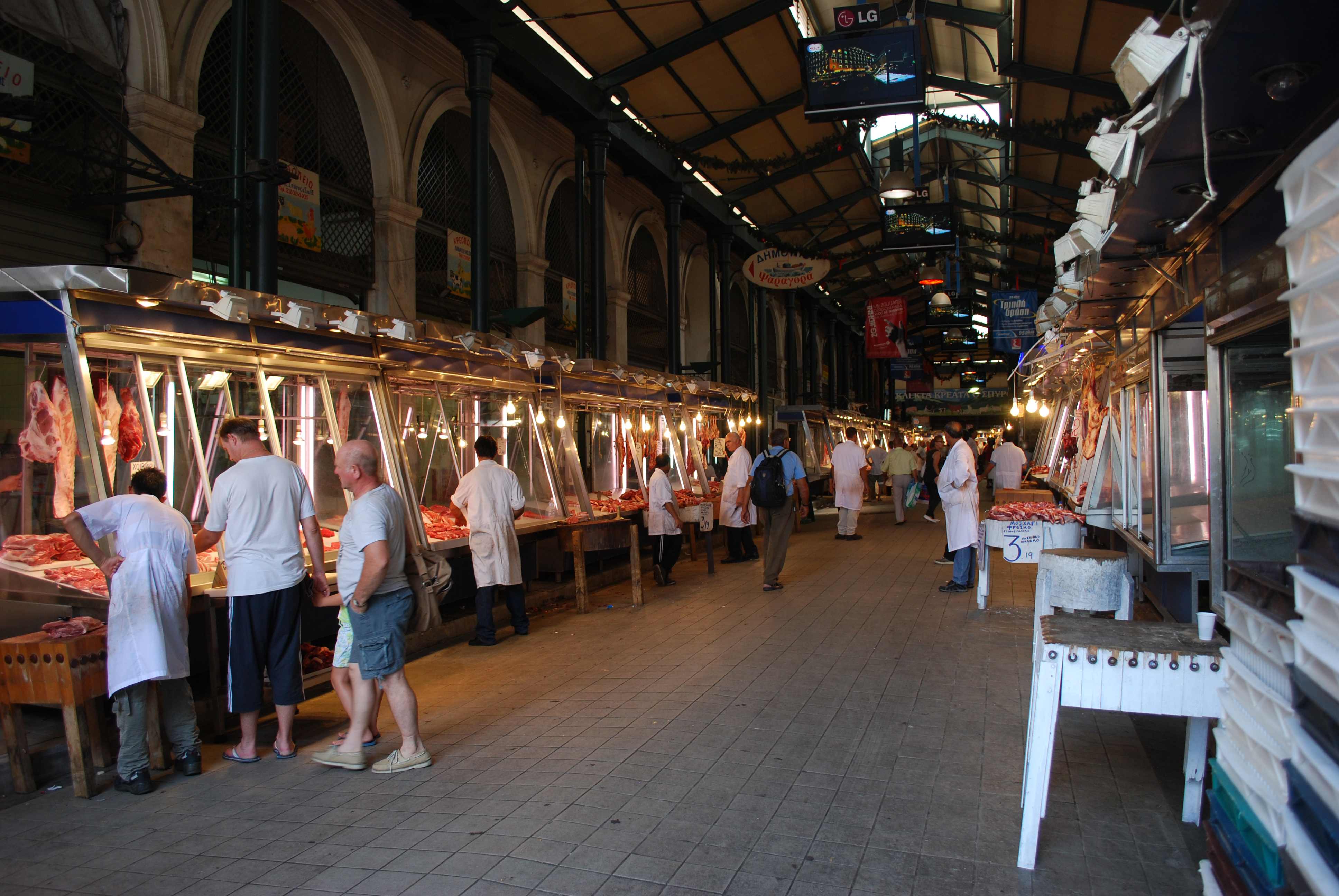
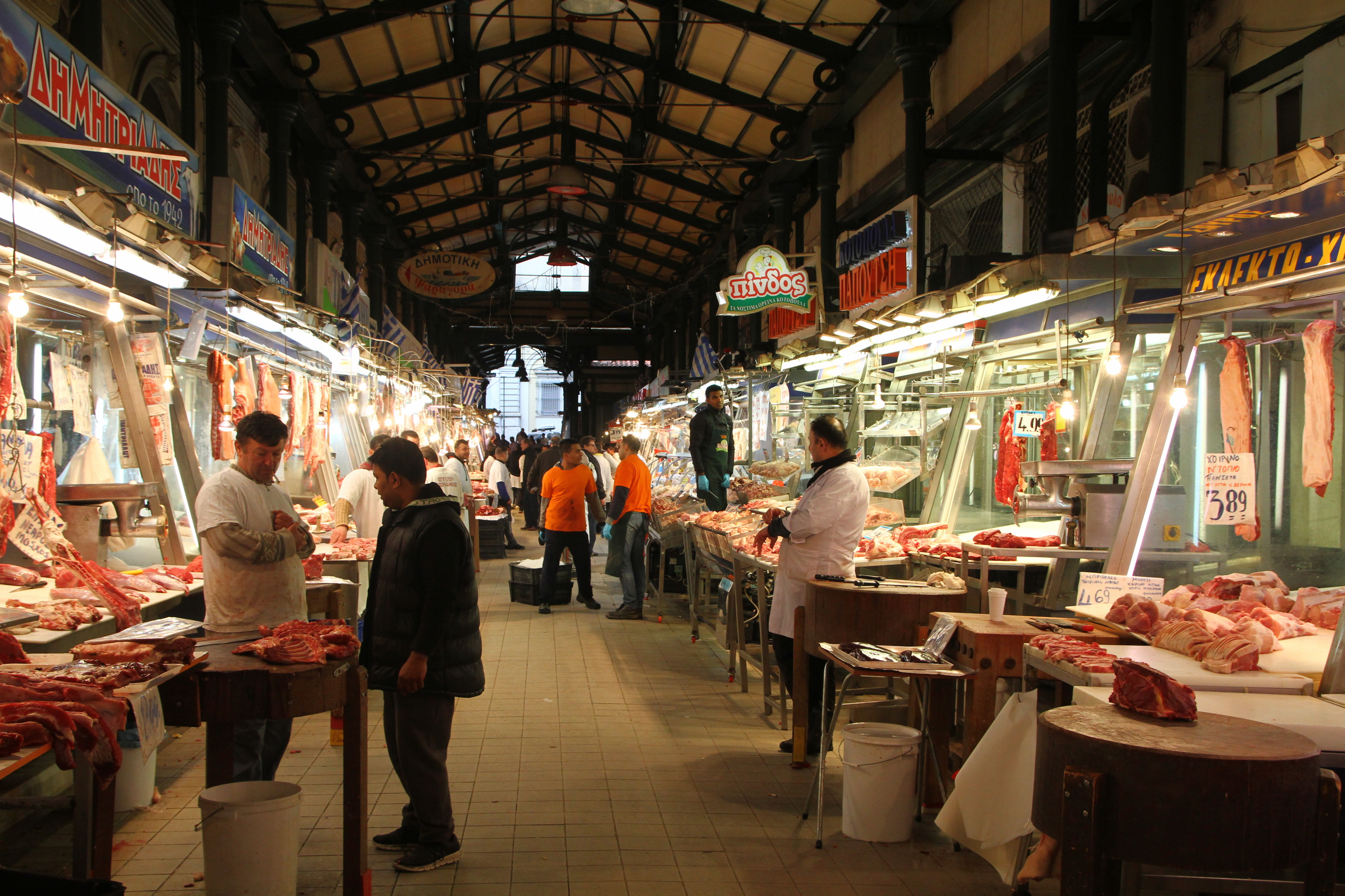
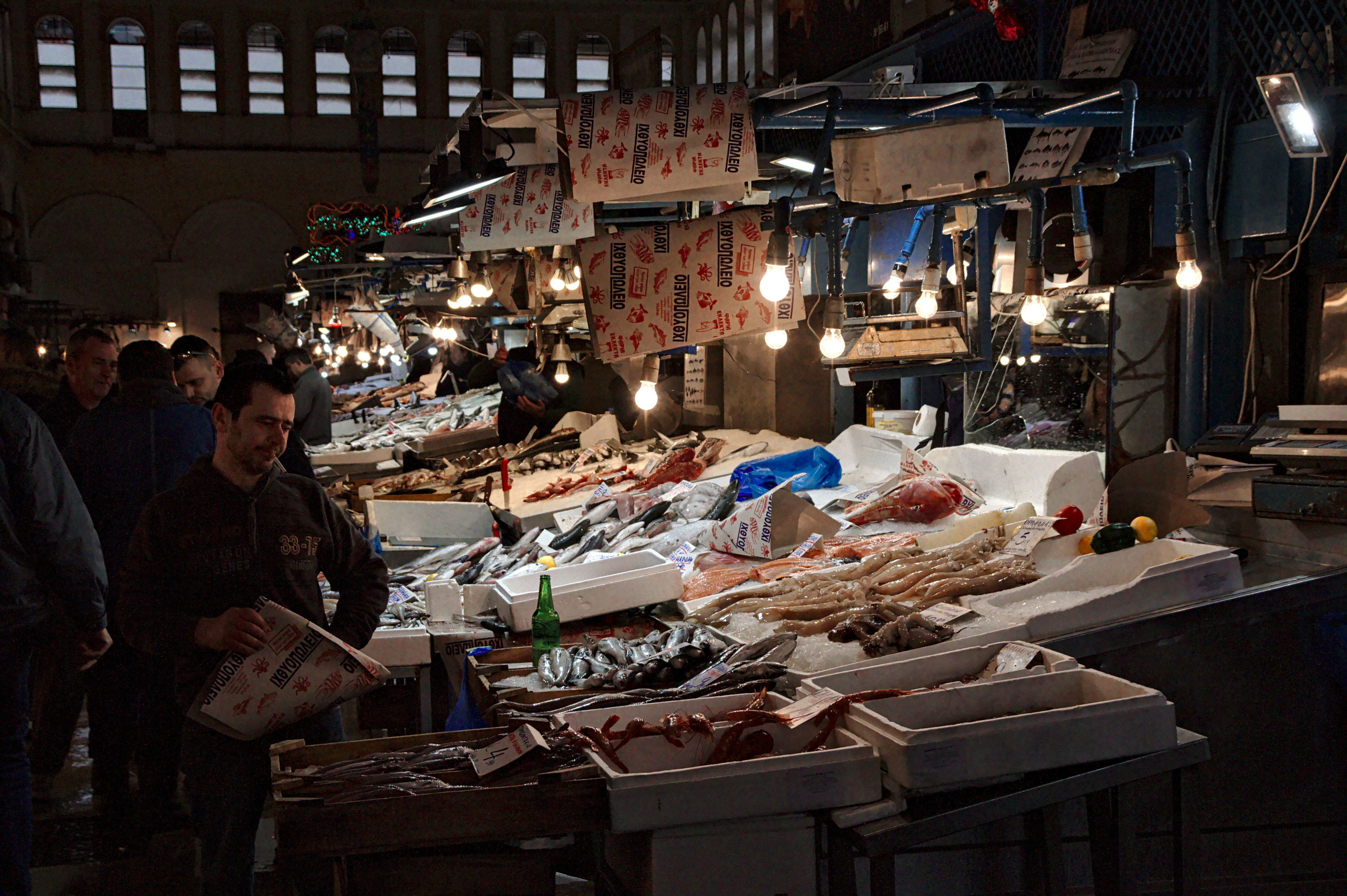
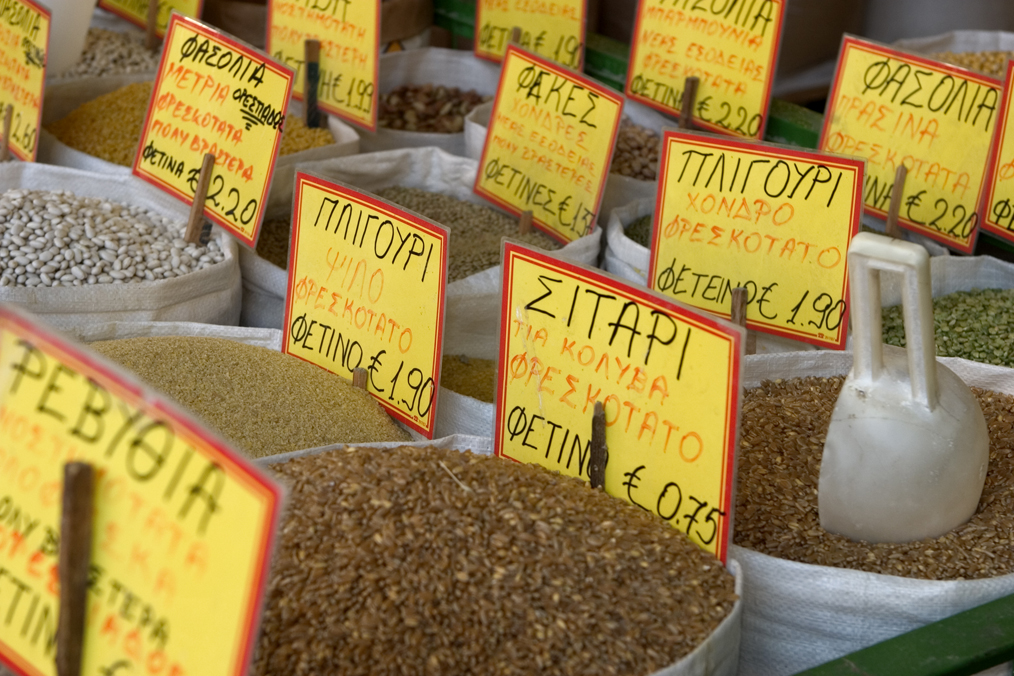
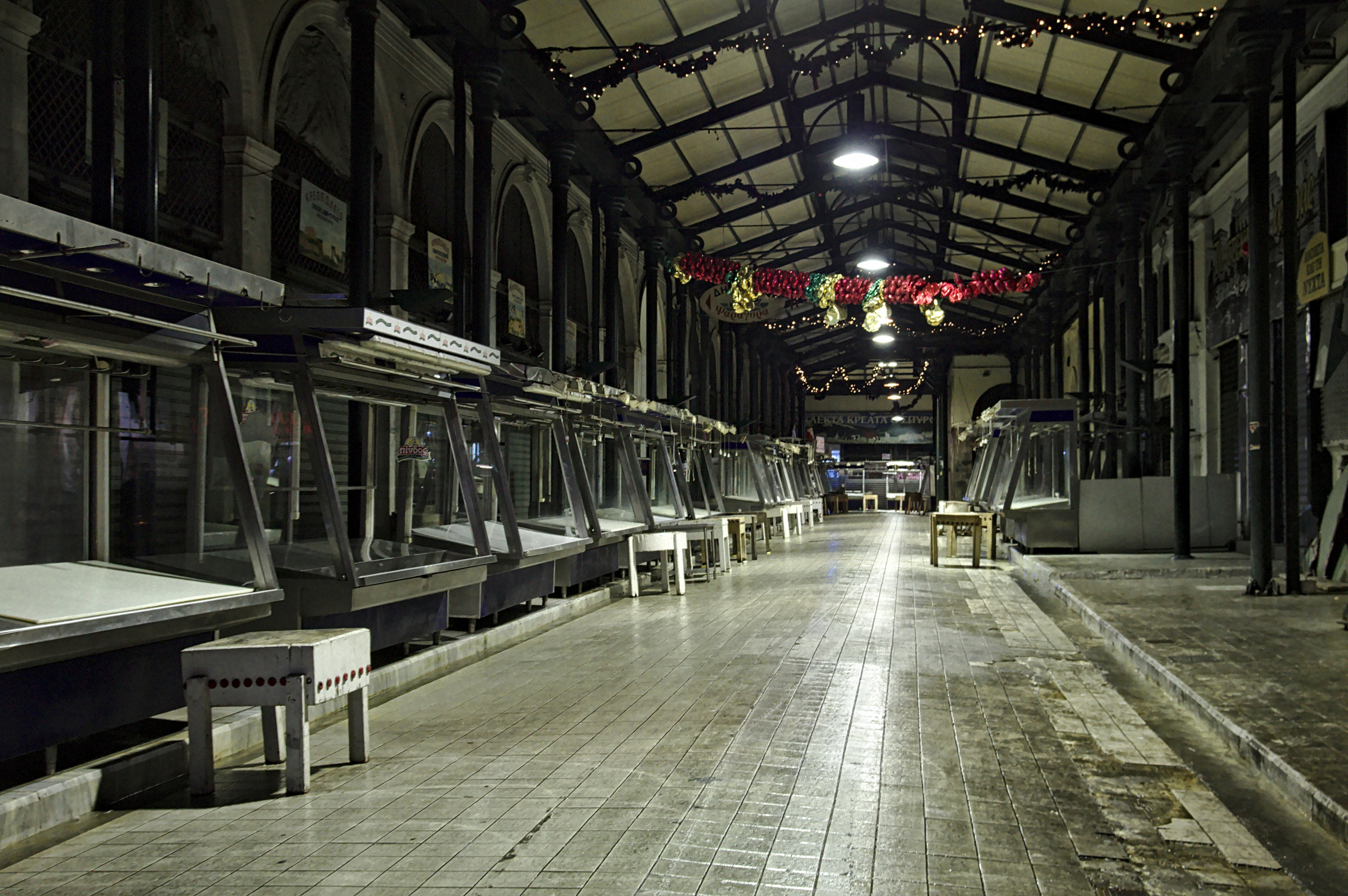